# Seilbahnen von Algier
Die Seilbahnen von Algier (arabisch تيليفيريك مدينة الجزائر, DMG tilifirik madinat aljazayir, französisch Téléphériques d'Alger) sind Luftseilbahnen, die als Teil des öffentlichen Personennahverkehrs in der algerischen Hauptstadt Algier betrieben werden. Sie erleichtern die Überwindung der steilen Hänge an der Bucht von Algier, auf denen die Stadt gebaut wurde. Vier der Seilbahnen sind kurze Pendelbahnen, deren älteste bereits 1956 gebaut wurde. Zwei weitere sind längere Gondelbahnen mit jeweils einer Zwischenstation. Insgesamt werden 14 Haltestellen auf über 6 Kilometern Strecke bedient.

## Geschichte
Die Seilbahnen sind ein Transportmittel, die auf die spezielle geomorphologische Situation in der Region Algier wie zugeschnitten ist: sie verbinden auf kurzem Wege die tief gelegenen Stadtteile an der Küste mit anderen, auf den steil ansteigenden Anhöhen gelegenen Stadtteilen. Die erste Strecke wurde von der französischen Firma Neyrpic im Auftrag der Verkehrsbehörde von Algier (Régie des transports d'Alger, kurz RSTA) gebaut und 1956 eingeweiht. Diese Pendelbahn verbindet den Stadtteil Belouizdad mit dem rund 80 Meter höher gelegenen El Madania. Algier war damals weltweit die erste Stadt, die eine städtische Seilbahn für den Personentransport und nicht für touristische Zwecke einrichtete.
Nach der Unabhängigkeit beauftragte die RSTA in den 1980er Jahren drei neue Strecken, um touristische Attraktionen besser zu erschließen: die Basilika Notre-Dame-d'Afrique im Jahr 1984 sowie das Märtyrerdenkmal und den Kulturpalast im Jahr 1987. Alle drei Seilbahnen wurden ebenfalls als Pendelbahnen von der französischen Poma gebaut, die bereits wenige Jahre zuvor die erste Seilbahn nach El Madania zuverlässig renovierte. Der Betrieb aller vier Bahnen wurde vom Verkehrsunternehmen Stadt und Vorstadt Algier (Entreprise de transport urbain et suburbain d'Alger, kurz ETUSA) übernommen.
Im Jahr 2006 beauftragte das Unternehmen Métro Algier (Entreprise du métro d’Alger, kurz EMA) Poma mit der Renovierung aller vier Bahnen sowie mit Studien für mögliche weitere Seilbahnen im Stadtgebiet. Ab 2008 liefen die Erneuerungsarbeiten und 2010 war dieses Projekt mit der Wiedereröffnung der Bahn zum Kulturpalast dann abgeschlossen.
Im Dezember 2014 wurde bekanntgegeben, dass der algerische Staat und Poma das Gemeinschaftsunternehmen Entreprise de transport algérien par câbles (ETAC) gegründet haben, an dem die ETUSA mit 41 Prozent, die Entreprise du métro d'Alger (EMA) mit 10 Prozent und Poma mit 49 Prozent beteiligt sind. Zweck des neuen Unternehmens sind die Entwicklung, der Betrieb und die Wartung aller staatlichen Seilbahnen im Personennahverkehr Algeriens.
Nach dem Vorbild südamerikanischer Städte wurde in den 2010er Jahren begonnen, mittels Gondelbahnen über längere Strecken und mit Zwischenstationen mehrere Stadtteile untereinander zu verbinden. Als erste Strecke wurde am 15. September 2014 die Verbindung von Oued Koriche nach Bouzaréah über Frais Vallon vom damaligen Verkehrsminister Amar Ghoul eröffnet. Am 2. Januar 2019 folgte die Einweihung der nächsten neuen Seilbahnstrecke, die Bab El Oued mit Z'ghara verbindet und an der Zwischenstation Céleste hält.

## Strecken
Drei der Seilbahnen liegen südlich des Stadtzentrums von Algier, während die drei anderen Bahnen sich im Nordwesten im Stadtteil Bab El Oued und der Vorstadt Bouzaréah befinden.

### El Madania – Belouizdad
Die älteste Bahn ist die Pendelbahn Téléphérique d'El Madania hinauf zum Stadtviertel El Madania und wurde 1956 noch in französischer Kolonialzeit von Neyrpic gebaut. Sie ist weltweit die erste Seilbahn, deren Zweck nicht touristisch, sondern der öffentliche Personentransport in einer Stadt ist. Sie erleichtert die Verbindung zu den neuen Wohnvierteln von Diar es-Sâada und Diar el-Mahçoul. Ihre Talstation liegt an der Rue Belouizdad Mohamed neben dem Friedhof Sidi M'hamed auf 30 Metern Höhe über dem Meeresspiegel (36° 44′ 58″ N, 3° 4′ 0,3″ O). Die Kabinen fahren zwischen den benachbarten Häusern hindurch ohne Seilbahnstütze zu der 109 Meter hoch an der Kante eines Steilhanges in der Nähe des Komplexes Diar el Mahcoul gelegenen Bergstation (36° 44′ 52,4″ N, 3° 3′ 55,9″ O). Die 236 Meter lange Seilbahn wurde 1982 erstmals renoviert und 2008 wiederum von Poma fast vollständig erneuert.

### Notre Dame d’Afrique – Bologhine
Die zur Basilika Notre Dame d’Afrique im Nordwesten Algiers fahrende Pendelbahn Téléphérique de Notre-Dame d'Afrique wurde 1984 von Poma gebaut. Ihre Talstation Bologhine liegt an der Avenue Ziar Abdelkader in einer Höhe von 23 Metern über dem Meeresspiegel (36° 48′ 13,6″ N, 3° 2′ 39,8″ O). Die Bergstation steht etwas unterhalb der Notre Dame d'Afrique auf einer Höhe von 104 Metern über dem Meeresspiegel (36° 48′ 6,6″ N, 3° 2′ 34″ O). Die ebenfalls stützenfreie Seilbahn hat eine Länge von 268 Metern.

### Memorial des Martyres/Riad el Feth – Jardin d’essais
Die Pendelbahn Téléphérique du Mémorial vom Jardin d'essais zum Denkmal der Märtyrer wurde 1987 ebenfalls von Poma gebaut. Ihre Talstation liegt an der Rue Belouizdad Mohamed gegenüber dem Jardin d'Essai und dessen Allée des Platanes auf 32 Metern Meereshöhe (36° 44′ 46,1″ N, 3° 4′ 23,4″ O). Die Bergstation Mémorial steht etwa 300 Meter südöstlich des Denkmals auf einer Höhe von 107 Metern (36° 44′ 40,1″ N, 3° 4′ 18,6″ O). Die Seilbahn ist 260 Meter lang und hat nach etwa 95 Metern eine Stütze.

### Palais de la culture – Oued Kniss
Die zum Kulturpalast hinauf führende Pendelbahn Téléphérique du Palais de la Culture wurde ebenfalls 1987 von Poma errichtet. Die Talstation Oued Kniss liegt an der Avenue Boudjaatit Mahmoud, der östlichen Verlängerung der Rue Belouizdad Mohamed 22 Meter über dem Meeresspiegel (36° 44′ 31,4″ N, 3° 4′ 59,4″ O). Die Bergstation Palais De La Culture steht wenige Meter unterhalb des Parkplatzes nordwestlich des Kulturpalastes auf 109 Metern Höhe (36° 44′ 20″ N, 3° 4′ 52,3″ O). Die Bahn ist mit 404 Metern die längste dieser Bauart in Algier, sie hat einen Stützpfeiler nach etwa 265 Metern; ihre beiden Kabinen fassen je 35 Personen.

### Oued Korriche – Bouzaréah
Die Télécabine Oued Korriche-Bouzaréah ist eine von der Doppelmayr/Garaventa-Gruppe gebaute und im September 2014 eröffnete 2.908 Meter lange Gondelbahn. Sie fährt von der 60 Meter über dem Meer gelegenen Talstation Oued Korriche am Rondpoint de Triolet im Stadtteil Bab el Oued (36° 47′ 18″ N, 3° 2′ 41″ O) über die Zwischenstation Frais Vallon auf 265 Metern Höhe (36° 46′ 51,6″ N, 3° 1′ 57,8″ O) zur Endstation Bouzaréah an der Rue Zaghoui Ismail/Route de l'Observatoire auf 365 Metern Höhe (36° 47′ 29″ N, 3° 1′ 15″ O). Sie bedient damit die Viertel Oued Korriche, Mont Plaisant, La Fantan und Bouzaréah. Sie wird mit 57 blauen Kabinen des Typs „CWA Conus“ für je 15 Personen betrieben und hat somit eine Kapazität von 2400 Personen pro Stunde und Richtung.

### Bab El Oued – Z´ghara
Die neueste Bahn ist die ebenfalls von Poma gebaute und am 2. Januar 2019 eröffnete Gondelbahn Télécabine Bab el Oued-Z´ghara. Sie ist 2.025 Meter lang und führt aus Bab el Oued (36° 47′ 23,3″ N, 3° 2′ 48,2″ O) in 50 Metern Meereshöhe über die Zwischenstation Village Céleste (36° 47′ 45,8″ N, 3° 2′ 16,9″ O) in Bouzaréah auf 230 Metern Höhe zur Bergstation Z'ghara (36° 48′ 15″ N, 3° 2′ 0″ O) in Bologhine auf 140 Metern über dem Meer.

### Planungen
Es ist beabsichtigt, weitere Seilbahnen zu bauen. Derzeit sind zwei Projekte in der Planung:
- Platz des 1. Mai (15 m üNN) – El Mouradia (180 m üNN) mit 1200 Metern Länge
- Tafourah (10 m üNN) – Hotel El Aurassi / Tagarins (130 m üNN) – El Biar / Balcon St Raphaël (210 m üNN) mit 1600 Metern Länge

## Technik
Die vier Pendelbahnen wurden zwischen 2008 und 2010 grundlegend erneuert, wobei die EMA als Bauherr und Auftraggeber fungierte.

### Technische Daten
| Strecke (Talstation ↔ Bergstation) | Typ          | Eröffnung | Anzahl Stationen | Länge    | Höhen- unterschied | Neigung      | maximale Geschwindig- keit | Geschwindig- keit | Fahrzeit  | Anzahl Kabinen | Pax je Kabine | Kapazität  |
| ---------------------------------- | ------------ | --------- | ---------------- | -------- | ------------------ | ------------ | -------------------------- | ----------------- | --------- | -------------- | ------------- | ---------- |
| Belouizdad ↔ El Madania            | Pendel- bahn | 1956      | 02               | 0,236 km | 079 m              | 35,5 %       | 6,0 m/s                    | 1,3 m/s           | 01:30 min | 02             | 35            | 1400 pax/h |
| Bologhine ↔ Notre Dame             | Pendel- bahn | 1984      | 02               | 0,268 km | 081 m              | 31,7 %       | 6,0 m/s                    | 2,2 m/s           | 02:00 min | 02             | 35            | 1050 pax/h |
| Jardin d’essais ↔ Memorial         | Pendel- bahn | 1987      | 02               | 0,260 km | 075 m              | 30,1 %       | 5,0 m/s                    | 2,9 m/s           | 01:30 min | 02             | 35            | 1050 pax/h |
| Oued Kniss ↔ Kulturpalast          | Pendel- bahn | 1987      | 02               | 0,404 km | 087 m              | 22,1 %       | 6,0 m/s                    | 3,4 m/s           | 02:00 min | 02             | 35            | 1155 pax/h |
| Oued Korriche ↔ Bouzaréah          | Gondel- bahn | 2014      | 03               | 2,908 km | 205 m              | 14,2 %       | keine Angabe               | 4,0 m/s           | 12:00 min | 58             | 15            | 2400 pax/h |
| Bab El Oued ↔ Z´ghara              | Gondel- bahn | 2019      | 2,025 km         | 180 m 1  | 17,8 % 1           | keine Angabe | 4,8 m/s                    | 07:00 min         | 66        | 10             | 2400 pax/h    |            |
| Gesamt                             | Gesamt       | Gesamt    | 14               | 6,101 km |                    |              |                            |                   |           |                |               |            |

## Betrieb

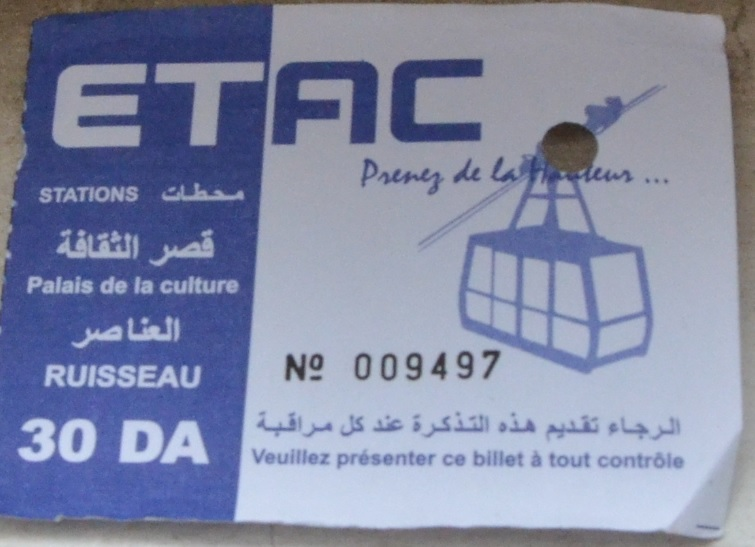
Ein Ticket für die Seilbahn zum Kulturpalast aus Mai 2016

Betrieben werden die Seilbahnen von Algier seit 4. Dezember 2014 durch das Gemeinschaftsunternehmen ETAC. Seit 2016 gibt es einen einheitlichen Tarif für alle Bahnen, eine Fahrt kostet 30 Dinar, umgerechnet 0,21 Euro.
Die Bahnen verkehren montags mit freitags zwischen 6 Uhr und 19 Uhr sowie am Wochenende und feiertags von 7:30 Uhr bis 12:30 Uhr.